# Румян Ховсепян
Румян Ховсепян (на арменски: Ռումյան Հովսեփյան) е арменски футболист, който играе на поста полузащитник. Състезател на Ван.

## Кариера

### Клуб
Ховсепян напусна Ширак на 9 юни 2017 г. по взаимно съгласие.
На 26 юни 2019 г. подписва с новия член на Първа лига–Арда (Кърджали). На 27 юли отбелязва историческия първи гол за отбора от Кърджали в най-високото ниво на българския футбол. Това се случва при домакинската победа с 3 – 1 над Берое.

### Национален отбор
Ховсепян прави своя дебют с националната фланелка на 27 май 2014 г. в приятелския мач с ОАЕ. Отбелязва първия си гол още
в своя дебют.

## Успехи
Алашкерт
- Арменска Премиер Лига (1): 2020/21
- Суперкупа на Армения (1): 2021

 Бананц
- Арменска Премиер Лига (1): 2013/14

 Ширак
- Купа на Независимостта (1): 2017

 Флориана
- Малтийска ФА Купа (1): 2022